# Barnafejű sirály
A barnafejű sirály (Chroicocephalus brunnicephalus) a madarak (Aves) osztályának lilealakúak (Charadriiformes) rendjébe, ezen belül a sirályfélék (Laridae) családjába tartozó faj.

## Rendszerezés
Korábban, mint a többi Chroicocephalus-fajt, a barnafejű sirályt is a Larus nevű madárnembe sorolták.

## Előfordulása
A barnafejű sirály előfordulási területe Ázsiában van. A költőterületei Tádzsikisztántól kezdve, Tibeten keresztül egészen Belső-Mongólia Autonóm Területig találhatók meg. Télire Ázsia déli részére vándorol.

## Megjelenése

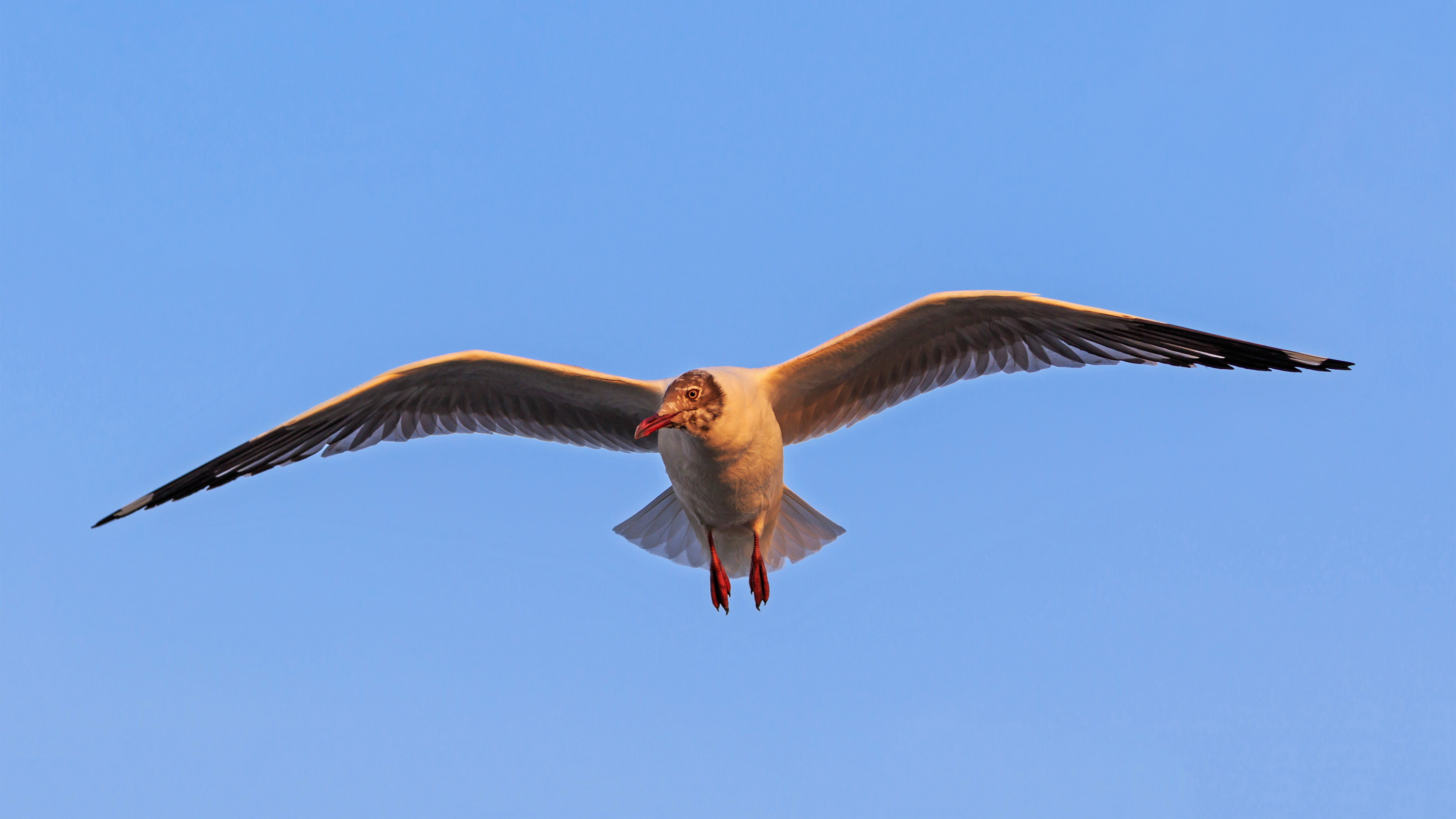
Röptében

Kisméretű és karcsú testfelépítésű sirályfaj, azonban kicsivel nagyobb, mint a dankasirály (Chroicocephalus ridibundus). A dankasirálytól eltérően, a kifejlett barnafejű sirály feje nyáron világosabb barna, míg testtollazata világosszürke; csőre és lábai vörösek. Az evezőtollainak vége feketék, fehér folttal a középtájukon. A szárny belső része szürke. Télire a barna feje szürkévé válik, csak néhány sötétebb csík árulkodik a nyári megjelenéséről.

## Életmódja
Mint sok más sirályfaj, a barnafejű sirály is nagy kolóniákban költ és csapatokban keresi táplálékát. Habár sirály, a tengerre nemigen merészkedik ki; inkább a tavakban, mocsarakban és nádasokban keresi táplálékát.

## Szaporodása
Az ivarérettséget kétévesen éri el.

### Fordítás
- Ez a szócikk részben vagy egészben  a   Brown-headed gull című angol Wikipédia-szócikk ezen változatának fordításán alapul.  Az eredeti cikk szerkesztőit annak laptörténete sorolja fel. Ez a jelzés csupán a megfogalmazás eredetét és a szerzői jogokat jelzi, nem szolgál a cikkben szereplő információk forrásmegjelöléseként.